# Vilhova, Narodîci
Vilhova (în ucraineană Вільхова) este un sat în comuna Radcea din raionul Narodîci, regiunea Jîtomîr, Ucraina.
Localitatea face parte din regiunea istorică Volânia, iar după tratatul de pace de la Riga din 1921 a devenit parte a Uniunii Sovietice.

## Demografie
Componența lingvistică a localității Vilhova
     Ucraineană (100%)
Conform recensământului din 2001, toată populația localității Vilhova era vorbitoare de ucraineană (100%).